# Diadegma pulicalvariae
Diadegma pulicalvariae är en stekelart som beskrevs av Walley 1967. Diadegma pulicalvariae ingår i släktet Diadegma och familjen brokparasitsteklar. Inga underarter finns listade i Catalogue of Life.